# 2-碘苯酚
2-碘苯酚（或称为邻碘苯酚）化学式IC6H4OH，是碘苯酚的同分异构体之一，常温常压下为淡黄色固体，熔点为43摄氏度。